# Manuel Ocampo Samanés

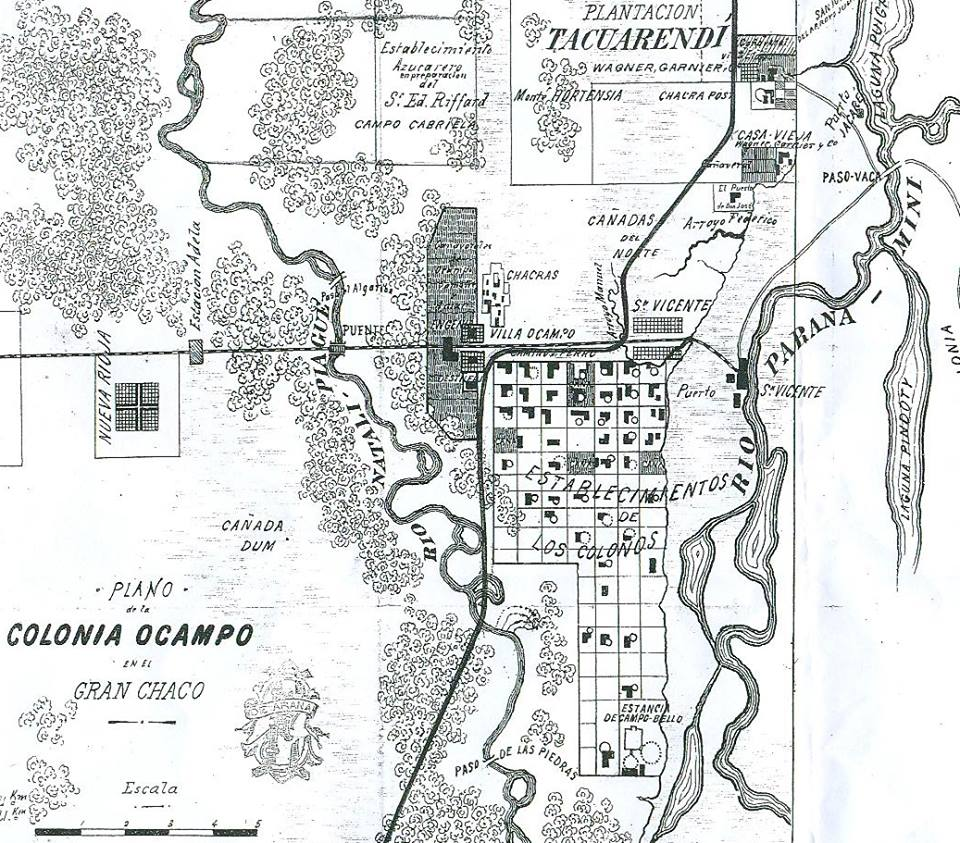
Antiguo mapa de la Colonia Ocampo.

Manuel Vicente Ocampo Samanés (1843 - 1905) fue un fundador y diplomático argentino nacido en Perú, recordado principalmente por la fundación de la Ciudad de Villa Ocampo.

## Biografía
Nació en Cajamarca, Perú, el 14 de junio de 1843. Era hijo de Benigno Ocampo González (cordobés de padre peruano y madre cordobesa) y Micaela Samanés (nacida en Cusco, Perú). Tuvo un solo hermano, Benigno Ocampo Samanés (1847-1925), nacido y muerto en Buenos Aires. Se casó con María Adela Giménez Bustamante (1857-1941) en Cusco y tuvieron nueve hijos, todos ellos nacidos en Buenos Aires. A ella le debe su nombre la colonia de Villa Adela, cercana a Villa Ocampo.

### Fundación de la Colonia Ocampo
En 1874 había ascendido a la magistratura de la Nación el Doctor Nicolás Avellaneda, quien comenzó a impulsar vigorosamente la explotación de las enormes extensiones de tierra fiscales vírgenes, con que contaba el país en esa época, y que era su deseo se lotearan para ser distribuidas en concesiones de unidad económicas para ser colonizadas y explotadas por aquellas personas que quisieran afrontar esa azarosa aventura. En el año 1875, Manuel Ocampo Samanés, a los 32 años de edad, es nombrado Cónsul del Perú, en la República Argentina. Al año siguiente, es decir 1876, el Gobierno de Avellaneda recibió el Informe Final de la Comisión Exploradora del Chaco, por lo que el Gobierno decidió la división de dichas tierras y la entrega en concesiones a aquellas personas que se dispusieran para colonizarlas. 
Manuel Ocampo se entusiasmó con el "Proyecto", de dos de sus amigos, los Señores Doncel y Andrieux de una concesión a título provisorio de un cuadrado de 20 km. Ubicado en la primera Sección -Serie C- del proyecto de división de la Comisión Exploradora del Chaco. 
Con el fin de encarar la colonización se constituyó la empresa Doncel, Andrieux y cia., con los ya mencionados sumados a Federico Banrad y el propio Manuel Ocampo, que organizaron una expedición que en febrero de 1878 salió de Buenos Aires. En el primer intento colonizador sufrieron el hundimiento del bote que llevaba los víveres y elementos de trabajo, en las cercanías del Río Nihatiú, un curso fluvial que permite el acceso al Río Paraná Mini desde el propio Paraná. Volvieron a Buenos Aires y prepararon una nueva expedición, la que arribó finalmente al Puerto San Vicente aproximadamente el 30 de noviembre de 1878. Actualmente la zona se conoce como San Vicente, pero está conformada por un campin, una antigua curtiembre y una villa de casas de fin de semana.

### Primeros años en la Colonia
Teniendo en cuenta un informe hecho por Antonio Amorena en 1887, que llegó a la Colonia Ocampo invitado por Manuel Ocampo para que se desempeñara en el cargo de justicia, escribió en sus Memorias, los avatares que tuvieron que pasar los primeros habitantes, luchando no sólo con los indígenas de la zona sino también contra los animales salvajes y el clima mismo, que se ensañaban con ellos. Acamparon donde actualmente se encuentra el paraje de Isleta y comenzaron la construcción de un fuerte contra las hostilidades de los indígenas. Luego desmontaron bosques cercanos e intercambiaron la madera con Buenos Aires, trayendo desde allí víveres y artículos necesarios para la vida en la zona, iniciándose de esa manera un importante comercio entre los dos puntos. 
Poco después llegan los primeros inmigrantes, desde Suiza y Francia, para dedicarse a la agricultura en las tierras ganadas a los bosques. Estas familias se disgregaron poco después, y se alejaron de la zona por miedo a las fuertes crecientes y a los continuos ataques de los indios. Es por eso que la actual ciudad de Villa Ocampo se encuentra unos 5 km hacia el oeste de la primera fundación.

### Desarrollo Industrial
También se disuelve la Sociedad Doncel, Andrieux y Cia. y Don Manuel Ocampo Samanés adquiere los derechos de sus exsocios, constituyéndose en el único propietario de la concesión de la Colonia Ocampo de acuerdo al decreto respectivo firmado por el presidente Julio A. Roca. A pesar de los inconvenientes, Manuel Ocampo, trajo otro contingente de inmigrantes y a su vez consiguió semillas de diversos cereales, y sementeras desde Tucumán, Corrientes, África, Europa y Estados Unidos.
Introdujo el cultivo de la caña de azúcar en la zona. Levantó dos fábricas de ladrillos de capacidad de 120.000 ladrillos semanales. Adquirió una flotilla compuesta de 3 vapores, 5 chatas, 4 chatitas, 8 botes y 10 canoas, en la suma de 30.000 pesos oro.
En el año 1883 comienza el montaje del ingenio azucarero "Manolo", que es inaugurado el 27 de julio de 1884. 
En el ingenio montó equipos generadores de electricidad, que de esa manera era conducida a los lugares necesarios, inclusive a algunas casas de la Villa. A un costo de 130.000 pesos nacionales levanta la Destilería "Don Emilio", que extrae alcohol de melaza, miel, maíz y sorgo, dotado con la última maquinaria, el establecimiento ocupa a 10 personas.
En Villa Adela instala el moderno aserradero "La Carlota", en el cual trabajaban 120 operarios a los que había de sumar 300 peones en obraje. El aserradero estaba rodeado de casas de familias, un gran almacén, depósitos, talleres, galpones, desvío ferrocarril, etc.

### Ferrocarril  y comunicaciones
Trajo desde Alemania los equipos y elementos necesarios para instalar un ferrocarril Decauville que uniera Puerto San Vicente con el Ingenio "El Manolo", aserradero "La Carlota", y destilería "Don Emilio". El Ferrocarril se inaugura el 29 de octubre de 1884 con un costo de 240 pesos nacionales, y su material rodante estaba constituido por las locomotoras, dos vagones para pasajeros, 47 vagones para carga y encomienda, 30 vagones de plataforma, y 62 vagones de sistema decauville. Instaló el teléfono que comunicaba sus diversos establecimientos y una oficina de Correos montada con equipos de telégrafos.

### Otros aportes a la Colonia
Construyó cuatro escuelas, inaugurándose la primera el 11 de marzo de 1884. Con la ayuda de los colonos levantó una Capilla, junto a ella estaba la casa para el Párroco, y se construye un Hospital atendido por religiosas, "Hermanas de la Caridad". Creó una gran casa de comercio llamada "Bazar del Chaco". 
En 1886 la colonia tenía una superficie cultivada de 3.300 hectáreas con 15 diferentes productos y una población animal de 14.000 cabezas, 6.600 vacunos, 3.000 equinos, 2.000 lanares. En esos años la Colonia es considerada una de las más ricas y prósperas del país, teniéndose en cuenta la extensión de sus tierras y su población (2.500 habitantes).

### Puerto Ocampo
Ubicado sobre el Río Paraná, fue uno de los tanto puertos que fundó Manuel Ocampo para permitir el comercio de azúcar con Buenos Aires.

## Crisis y muerte
El gobierno de Santa Fe le ofrece asociarse para tender vías todo a lo largo del Paraná. Manuel Ocampo alcanzó a traer material e ingenieros desde Europa, pero durante el Pánico de 1890, el gobierno decide retirarse de la sociedad que mantenían, por lo que éste debe de vender la gran mayoría de sus bienes personales para saldar las deudas.
Murió el 23 de agosto de 1905 en Buenos Aires, Argentina, a la edad de 62 años.

## Familiaridad conVictoria Ocampoy Manuel Anselmo Gregorio Ocampo
Manuel Ocampo Samanés era primo de Manuel Anselmo Gregorio Ocampo, fundador de Villa María, Córdoba y cofundador de Manuel Ocampo, provincia de Buenos Aires. A su vez Manuel Anselmo era abuelo de la célebre escritora Victoria Ocampo. Cabe destacar que mantendrían la misma relación con Silvina Ocampo, también escritora, hermana de Victoria.